# Bactriola achira
Bactriola achira là một loài bọ cánh cứng trong họ Cerambycidae.